# Бер-Блафф (Вісконсин)
Бер-Блафф (англ. Bear Bluff) — місто (англ. town) в США, в окрузі Джексон штату Вісконсин. Населення — 155 осіб (2020).

## Демографія
Згідно з переписом 2010 року, у місті мешкало 138 осіб у 55 домогосподарствах у складі 39 родин. Було 78 помешкань
Расовий склад населення:
| - 95,7 % — білих - 2,9 % — корінних американців - 1,4 % — осіб інших рас |

До двох чи більше рас належало 0,0 %. Частка іспаномовних становила 1,4 % від усіх жителів.
За віковим діапазоном населення розподілялося таким чином: 18,8 % — особи молодші 18 років, 70,3 % — особи у віці 18—64 років, 10,9 % — особи у віці 65 років та старші. Медіана віку мешканця становила 42,5 року. На 100 осіб жіночої статі у місті припадало 112,3 чоловіків;  на 100 жінок у віці від 18 років та старших — 128,6 чоловіків також старших 18 років.
Середній дохід на одне домашнє господарство  становив 67 347 доларів США (медіана — 58 250), а середній дохід на одну сім'ю — 64 931 долар (медіана — 58 000). Медіана доходів становила 37 083 долари для чоловіків та 32 500 доларів для жінок. За межею бідності перебувало 11,0 % осіб, у тому числі 0,0 % дітей у віці до 18 років та 15,4 % осіб у віці 65 років та старших.
Цивільне працевлаштоване населення становило 70 осіб. Основні галузі зайнятості: сільське господарство, лісництво, риболовля — 48,6 %, мистецтво, розваги та відпочинок — 10,0 %, роздрібна торгівля — 8,6 %, інформація — 8,6 %.